# Sagana
Sagana é uma cidade do Quênia situada na antiga província Central, no condado de Quiriniaga. De acordo com o censo de 2019, havia 11 203 habitantes.